# Manuel Brullet Tenas

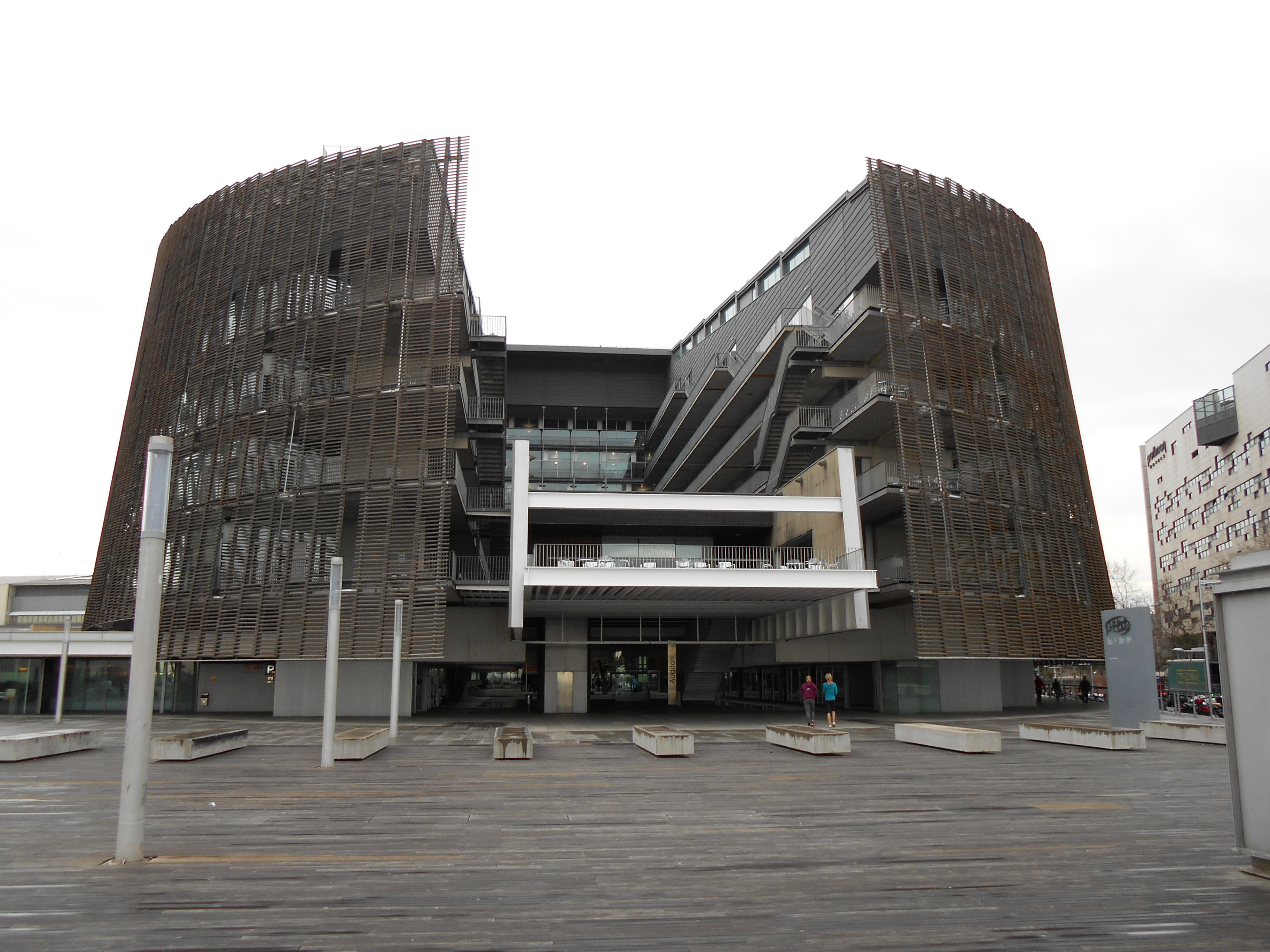
Parque de Investigación Biomédica de Barcelona (2006), de Manuel Brullet y Alberto de Pineda.

Manuel Brullet Tenas (Mataró, provincia de Barcelona, 1941) es un arquitecto español. 

## Biografía
Estudió en la Escuela Técnica Superior de Arquitectura de Barcelona y es profesor desde el año 1968 en la misma ETSAB, impartiendo la asignatura de Proyectos.
Sus obras son de formas contundentes y geometrías reconocibles y gran seguidor de Louis Kahn, al que conoció al terminar sus estudios de arquitectura.
Realizó junto con Alberto de Pineda Álvarez, consiguiendo el Premio FAD de Arquitectura del año 1992, la reforma y rehabilitación del Hospital del Mar entre los años 1988/1991 y el proyecto del Parque de Investigación Biomédica emplazado junto a dicho Hospital. En colaboración con este mismo arquitecto en el año 2000 han realizado el Hospital Hedwigshöhe en Berlín y en el 2002 la nueva Clínica Quirón en Barcelona.
En los años 1993/1994 se encarga del proyecto de la construcción del Campus Politécnico de la Universidad Rovira i Virgili en Tarragona. En esta misma fecha se le pide que realice las reformas entre los tres edificios de la Casa de la Ciudad de Barcelona así como el derribo de las últimas plantas del edificio Novíssim del Ayuntamiento.